# Малая Побоянка
Малая Побоянка (укр. Мала Побіянка) — село в Дунаевецком районе Хмельницкой области Украины.
Население по переписи 2001 года составляло 549 человек. Почтовый индекс — 32470. Телефонный код — 3858. Занимает площадь 1,787 км². Код КОАТУУ — 6821885601.

## Местный совет
32470, Хмельницкая обл., Дунаевецкий р-н, с. Малая Побоянка